# Diócesis de Muranga
La diócesis de Muranga (en latín: Dioecesis Murangaensis, en inglés: Roman Catholic Diocese of Murang'a y en suajili: Jimbo Katoliki la Muranga) es una circunscripción eclesiástica de la Iglesia católica en Kenia. Se trata de una diócesis latina, sufragánea de la arquidiócesis de Nyeri. Desde el 4 de abril de 2009 su obispo es James Wainaina Kungu.

## Territorio y organización
La diócesis tiene 4016 km² y extiende su jurisdicción sobre los fieles católicos de rito latino residentes en los condados de Muranga, Kirinyaga y el área de Thika en el condado de Kiambu.
La sede de la diócesis se encuentra en la ciudad de Muranga, en donde se halla la Catedral del Sagrado Corazón de Jesús.
En 2019 en la diócesis existían 47 parroquias.

## Historia
La diócesis fue erigida el 17 de marzo de 1983 con la bula Quandoquidem aeternam del papa Juan Pablo II, obteniendo el territorio de la diócesis de Nyeri (ahora archidiócesis).
Originalmente sufragánea de la arquidiócesis de Nairobi, el 21 de mayo de 1990 pasó a formar parte de la provincia eclesiástica de Nyeri.

## Estadísticas
Según el Anuario Pontificio 2020 la diócesis tenía a fines de 2019 un total de 953 500 fieles bautizados.
| Año                                                                             | Población            | Población | Población      | Sacerdotes | Sacerdotes    | Sacerdotes    | Bautizados por sacerdote | Diáconos permanentes | Religiosos | Religiosos | Parroquias |
| Año                                                                             | Bautizados católicos | Total     | % de católicos | Total      | Clero secular | Clero regular | Bautizados por sacerdote | Diáconos permanentes | Varones    | Mujeres    | Parroquias |
| ------------------------------------------------------------------------------- | -------------------- | --------- | -------------- | ---------- | ------------- | ------------- | ------------------------ | -------------------- | ---------- | ---------- | ---------- |
| 1990                                                                            | 456 612              | 1 236 000 | 36.9           | 46         | 29            | 17            | 9926                     |                      | 31         | 70         | 21         |
| 1999                                                                            | 607 177              | 1 581 230 | 38.4           | 67         | 49            | 18            | 9062                     |                      | 30         | 127        | 29         |
| 2000                                                                            | 621 948              | 1 396 610 | 44.5           | 72         | 55            | 17            | 8638                     |                      | 28         | 102        | 30         |
| 2001                                                                            | 637 823              | 1 380 388 | 46.2           | 72         | 56            | 16            | 8858                     |                      | 25         | 112        | 30         |
| 2002                                                                            | 352 378              | 1 406 600 | 25.1           | 71         | 54            | 17            | 4963                     |                      | 30         | 114        | 30         |
| 2003                                                                            | 670 942              | 1 422 402 | 47.2           | 73         | 55            | 18            | 9190                     |                      | 26         | 74         | 32         |
| 2004                                                                            | 695 830              | 1 441 116 | 48.3           | 80         | 60            | 20            | 8697                     |                      | 30         | 113        | 33         |
| 2013                                                                            | 926 653              | 1 775 000 | 52.2           | 99         | 82            | 17            | 9360                     |                      | 39         | 144        | 40         |
| 2016                                                                            | 992 893              | 1 901 503 | 52.2           | 113        | 94            | 19            | 8786                     |                      | 39         | 153        | 44         |
| 2019                                                                            | 953 500              | 1 825 748 | 52.2           | 125        | 105           | 20            | 7628                     |                      | 52         | 313        | 47         |
| Fuente: Catholic-Hierarchy, que a su vez toma los datos del Anuario Pontificio. |                      |           |                |            |               |               |                          |                      |            |            |            |

## Episcopologio
- Peter J. Kairo (17 de marzo de 1983-21 de abril de 1997 nombrado obispo de Nakuru)
  - Sede vacante (1997-1999)
- Peter Kihara Kariuki, I.M.C. (3 de junio de 1999-25 de noviembre de 2006 nombrado obispo de Marsabit)
  - Sede vacante (2006-2009)[nota 1]
- James Wainaina Kungu, desde el 4 de abril de 2009